# Lucius Calpurnius Bestia
Lucius Calpurnius Bestia est un homme politique de la République romaine, consul en 111 av. J.-C. Chargé de la guerre de Jugurtha, il est corrompu et est condamné par la lex Mamilia en 109 av. J.-C.

## Biographie

### Tribunat de la plèbe (-121)
En 120 av. J.-C.[réf. souhaitée], il est membre d'une commission des triumviri agris dandis ou coloniis deducendis, le triumvirat chargé de récupérer et redistribuer les terres en Italie. Lui et Caius Sulpicius Galba remplacent Caius Gracchus et Marcus Fulvius Flaccus, tués à Rome. Le troisième homme de la commission est Caius Papirius Carbo.
En 121 av. J.-C., il devient tribun de la plèbe et il permet le retour d'exil de Publius Popillius Laenas, consul en 132, parti volontairement en exil en 123 pour éviter une condamnation certaine par Caius Gracchus,,. 
Il est préteur au plus tard en 114 av. J.-C. selon les dispositions de la lex Villia.

### Consulat (111)
En 111, il est consul avec Publius Cornelius Scipio Nasica Serapio. Alors que son collègue reste à Rome, Bestia prend le commandement d'une opération punitive contre Jugurtha en Numidie,,. En effet, à la mort du roi numide, Micipsa, en 118, le royaume de Numidie est divisé entre le neveu Jugurtha et les deux fils du roi. En 116, Jugurtha tue le plus jeune fils du roi, Hiempsal et une commission part de Rome afin de diviser le royaume entre Jugurtha et Adherbal. Jugurtha connaissant bien les Romains réussit par des cadeaux à corrompre le chef de la délégation romaine Lucius Opimius et ses compagnons,,,. Jugurtha reçoit ainsi la partie la plus peuplée et la plus riche de la Numidie. Adherbal reçoit celle qui était la plus équipée en ports et en édifices,. En 113-112, Jugurtha attaque Adherbal qu’il tue, agissant contre les ordres de Rome. Des marchands italiens de Cirta sont tués et cela déclenche une guerre entre Rome et Jugurtha. Pendant que le consul Bestia lève des troupes en Italie, Jugurtha tente d'ouvrir des pourparlers, mais le Sénat rejette catégoriquement la possibilité d'une négociation, et insiste pour recevoir une reddition complète du prince numide.
Salluste rapporte ainsi son caractère : « Calpurnius [...] se donne pour lieutenants des patriciens factieux dont il espère que le crédit mettrait à couvert ses prévarications. De ce nombre est Marcus Aemilius Scaurus [...]. Quant à Calpurnius, il joint aux avantages extérieurs d'excellentes qualités morales, mais elles sont ternies par sa cupidité. Du reste, patient dans les travaux, doué d'un caractère énergique, prévoyant, il connaît la guerre, et ne craint ni les dangers ni les surprises ». Cicéron le décrit comme « étant un homme ardent et qui n'ignore pas l'art de manier la parole ».
Il mène d'abord les opérations de façon énergique, mais bientôt, après avoir été fortement suborné par le prince numide Jugurtha, conclut une paix honteuse. Salluste décrit ainsi la scène : « mais sitôt que Jugurtha, par ses émissaires, a fait briller l'or aux yeux [de Calpurnius Bestia], et ressortir les difficultés de la guerre dont le consul [de 111] est chargé, son cœur, gâté par l'avarice, se laisse facilement séduire. Au reste, il prend pour complice et pour agent de toutes ses menées ce même Scaurus, qui, dans le principe, tandis que tous ceux de sa faction sont déjà vendus, s'est prononcé avec le plus de chaleur contre le prince numide. Mais cette fois la somme est si forte qu'oubliant l'honneur et le devoir il se laisse entraîner dans le crime ». Même Scaurus, alors princeps senatus et qui s'était montré très hostile au prince numide jusque-là, semble se laisser acheter. Jugurtha s'en sort avec un simulacre de reddition. « Dès qu'à Rome la renommée a divulgué le dénouement des affaires d'Afrique et quels moyens l'ont amené, il n'est question en tous lieux et dans toutes les réunions que de l'étrange conduite du consul. Le peuple est dans l'indignation, les sénateurs dans la perplexité, incertains s'ils doivent sanctionner une telle prévarication ou annuler le décret du consul ».
Un tribun de la plèbe, Caius Memmius, accuse le consul Calpurnius Bestia, Scaurus et d'autres aristocrates d'accepter des pots-de-vin du roi Jugurtha. Il convoque ce dernier à comparaître à Rome,.
Il conclut un traité d'amitié et d'alliance avec Leptis Magna,. À la suite du décès de son collègue, il retourne à Rome pour organiser les élections pour l'année à venir,.

### Procès pour corruption par Jugurtha (109)
Un autre tribun en 109, Caius Mamilius Limetanus, obtient qu'une commission soit mise en place pour juger ceux qui, dans leurs ambassades ou leurs commandements, ont reçu de l'argent de Jugurtha. Scaurus, malgré le fait qu'il soit membre du tribunal, assure aussi la défense de Bestia, qui est malgré tout condamné à l'exil par la commission,.
Trois autres consulaires sont condamnés : Lucius Opimius, chef d'une ambassade corrompue en 116, Caius Porcius Cato, consul en 114 et légat en Numidie vers 111-110 et Spurius Postumius Albinus, consul et commandant inactif de la guerre contre Jugurtha en 110,.

### Rôle dans la guerre sociale (90)
Il est accusé d'avoir encouragé les Italiens dans leur révolte et part en exil en 90 pour éviter la punition en vertu de la loi de Quintus Varius condamnant ceux qui secrètement avaient facilité aux alliés italiens l'accession à la citoyenneté,,.

## Descendance probable
Deux autres personnages portent le nom de Lucius Calpurnius Bestia, et il peut donc s'agir de descendants du consul :
- Un tribun de la plèbe qui fait partie des membres de la conjuration de Catilina en 63[a 12],[a 13],[a 14],[11].
- Un édile et candidat à la préture de l'an 57, qui est accusé de corruption et condamné, malgré le fait que Cicéron assure sa défense[a 15],[12]. En 43, il rejoint le parti de Marc Antoine apparemment dans l'espoir d'obtenir le consulat.